# Поречье (Омская область)
Поре́чье — село в Муромцевском районе Омской области России. Административный центр Пореченского сельского поселения.

## История
Основано в 1895 году. В 1928 году состояло из 71 хозяйства, основное население — белоруссы. Центр Пореченского сельсовета Екатерининского района Тарского округа Сибирского края.

## Население
| 1926 | 2010 |
| ---- | ---- |
| 392  | ↘232 |